# Polen i Eurovision Song Contest 2016

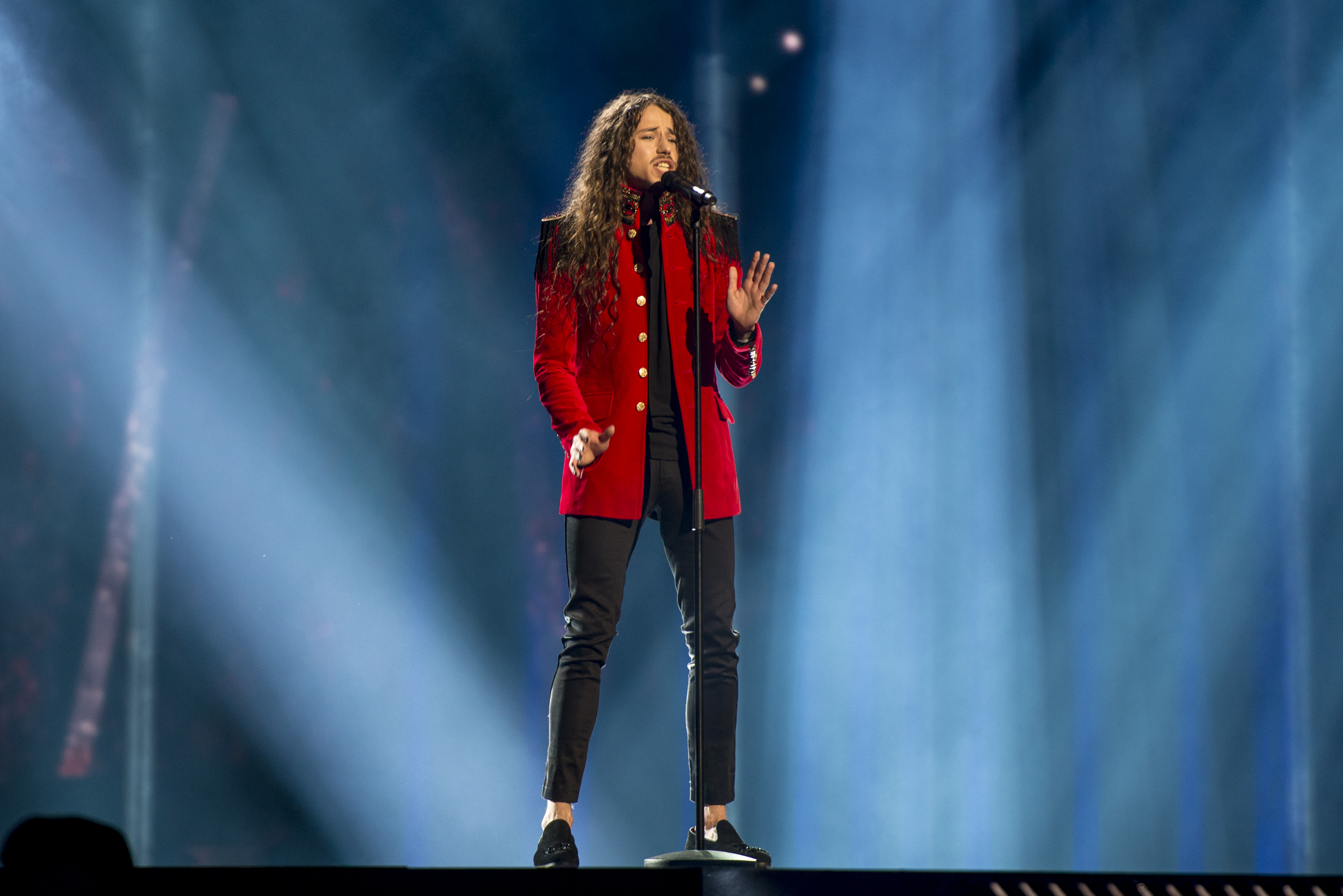
Michał Szpak under en repetition före den andra semifinalen av Eurovision Song Contest 2016 i Stockholm

Polen deltog i Eurovision Song Contest 2016 i Stockholm, Sverige. Landet representerades av Michał Szpak med "Color of Your Life"

## Format
En final där 9 bidrag deltog. Vinnaren utsågs genom 100% telefonröster. NAPOLI med låten "My Universe" delog i den Vitryska uttagningen någon månad före. 

## Final
| Nr | Artist                | Låt                  | Låtskrivare                                                                                              | Teleforöstning (i %) | Placering |
| -- | --------------------- | -------------------- | --- | -------------------- | --------- |
| 1  | Taraka                | "In the Rain"        | Karol Kus, Alicja Golianek                                                                               | 2,26%                | 7         |
| 2  | NAPOLI                | "My universe"        | Leonid Shirin, Natalia Tambovtseva                                                                       | 0,59%                | 9         |
| 3  | Natalia Szroeder      | "Lustra"             | Marcin "Liber" Piotrowski, Natalia Szroeder, Szymon Chodyniecki, Przemysław Puk, Marcin Górecki          | 4,20%                | 5         |
| 4  | Dorota Osińska        | "Universal"          | Rick Allison, Tinatin Japaridze, Phil Galdston                                                           | 8,71%                | 4         |
| 5  | Kasia Moś             | "Addiction"          | Kasia Moś, Mateusz Moś, Paweł Olszówka                                                                   | 3,39%                | 6         |
| 6  | Aleksandra Gintrowska | "Missing"            | Robert Janson, Aleksandra Gintrowska                                                                     | 1,74%                | 8         |
| 7  | Michał Szpak          | "Color of Your Life" | Andy Palmer, Kamil Varen                                                                                 | 35,89%               | 1         |
| 8  | Margaret              | "Cool me Down"       | Robert Uhlmann, Arash, Alex Papaconstantinou, Anderz Wrethov, Viktor Svensson, Linnea Deb                | 24,72%               | 2         |
| 9  | Edyta Górniak         | "Grateful"           | Karolina Alexandra Covington, Monika Borzym-Janowska, Mariusz Bogdan Obijalski, Robert Kamil Lewandowski | 18,49%               | 3         |

## Under ESC
Polen deltog i SF2 där de nådde finalplats. i finalen hamnade de på 8:e plats med 229p.